# 學院宮
學院宮（荷蘭語：Paleis der Academiën）是比利時首部布魯塞爾的一座新古典主義建築。現在有五個比利時學術機構位於這座建築內，包括比利時皇家科學及藝術學院。

## 外部連結

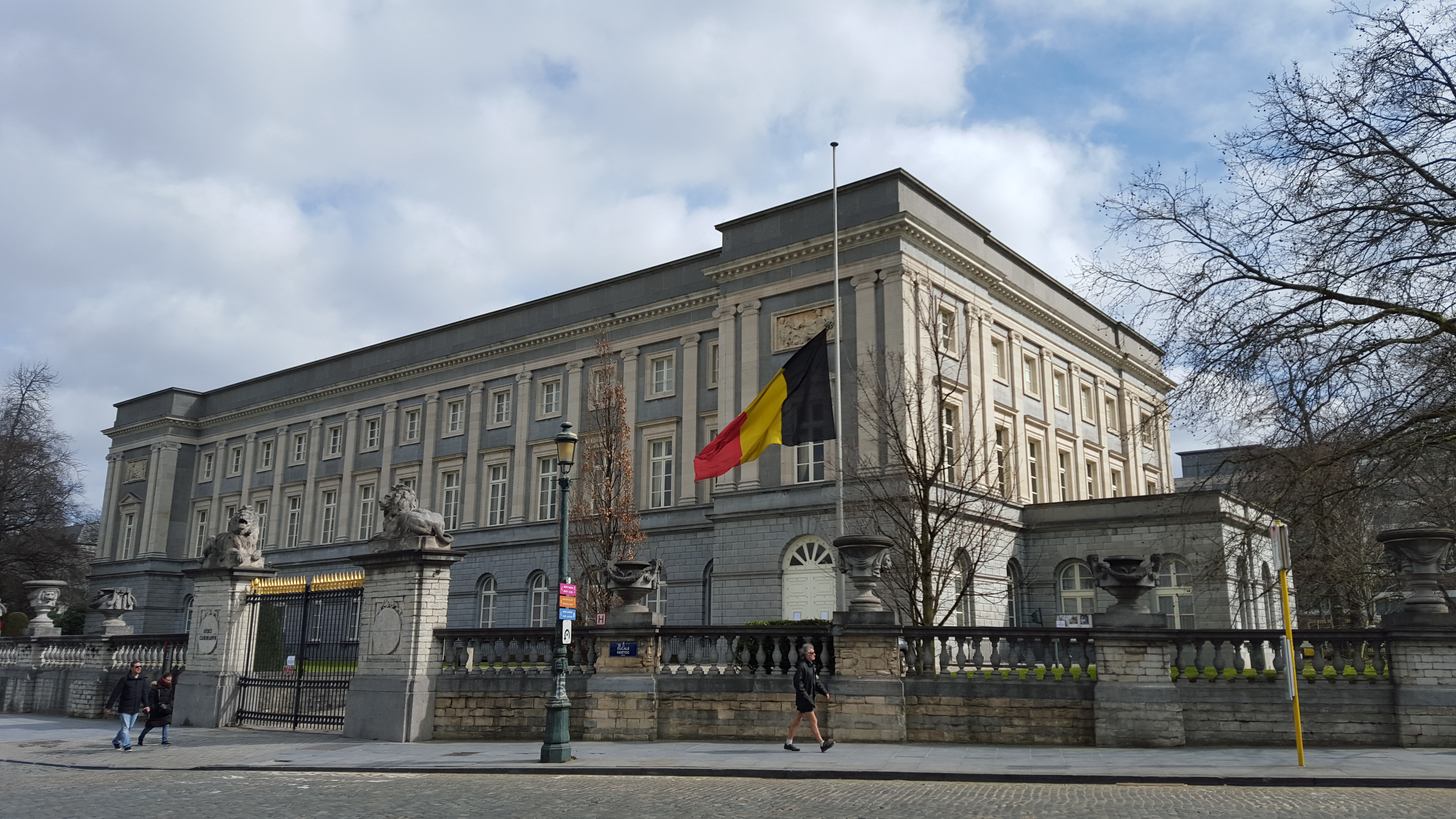
學院宮

- Le Palais des Académies/Paleis der Academiën（页面存档备份，存于）

50°50′33″N 4°21′56″E / 50.84250°N 4.36556°E